# Оцберг
Оцберг (нім. Otzberg) — громада в Німеччині, знаходиться в землі Гессен. Підпорядковується адміністративному округу Дармштадт. Входить до складу району Дармштадт-Дібург.
Площа — 41,95 км2. Населення становить 6441 ос. (станом на 31 грудня 2020).